# Per chi vuol capire...
Per chi vuol capire... è un album del cantautore italiano Filipponio, pubblicato dall'etichetta discografica Fonit Cetra nel 1977.
L'album è prodotto da Federico Monti Arduini. I brani sono composti dall'interprete in collaborazione con autori quali Dario Farina, Ezio Maria Picciotta e Pino Presti. Il brano che dà il titolo all'intero lavoro è una cover di Quand j'étais chanteur, pubblicata due anni prima da Michel Delpech.
Dal disco vengono tratti i singoli Pazzo non amore mio/Per chi vuol capire... e, l'anno seguente, L'avventuriero/Disamore.

## Tracce

### Lato A
1. Per chi vuol capire... (Quand j'étais chanteur)
2. Tu mi confondi
3. Il gioco della torre
4. Ladri
5. Silvia e Andrea

### Lato B
1. L'avventuriero
2. Pazzo non amore mio
3. Disamore
4. Fuoco
5. Non una corda al cuore

## Formazione
- Filipponio - voce
- Claudio Bazzari - chitarra acustica, chitarra elettrica
- Pino Presti - pianoforte, percussioni, basso, Fender Rhodes, tastiera, sintetizzatore
- Mauro Spina - batteria
- Massimo Luca - chitarra acustica, banjo, chitarra elettrica
- Gilberto Ziglioli - chitarra acustica, chitarra elettrica
- Andy Surdi - batteria
- Maurizio Martelli - chitarra acustica, chitarra elettrica
- Federico Monti Arduini - tastiera, sintetizzatore
- Flaviano Cuffari - batteria
- Vittorio Haliffi - percussioni
- Alberto Mompellio - tastiera, sintetizzatore, pianoforte, Fender Rhodes
- Giorgio Baiocco - sassofono soprano, flauto